# Inferno bianco (film 1952)
Inferno bianco (The Wild North) è un film del 1952 diretto da Andrew Marton.
È un film d'avventura a sfondo western con Stewart Granger, Wendell Corey e Cyd Charisse.

## Trama
Canada.Jules Vincent, cacciatore di pellicce, uccide un uomo per legittima difesa durante una spericolata discesa in canoa. Fugge nella regione più desolata del Nord America ma viene tuttavia inseguito dalla Giubba rossa Pedley, determinato a catturarlo ad ogni costo.
Dopo aver affrontato le avversità del Grande Nord, la furia degli elementi e gli attacchi di un branco di lupi, i due saranno costretti ad unire le forze per sopravvivere. Quando a Vincent si presenta l'occasione per fuggire, abbandonando Pedley gravemente ferito, il suo senso morale vincerà ed egli si sacrificherà per condurre il suo inseguitore in salvo. Pedley, a sua volta, si sdebiterà facendo prosciogliere Vincent dall'accusa d'omicidio.